# STAR48
STAR48(STAR48 Media, 중국어: 丝芭传媒, 병음: Sībā Chuánméi, 약칭: 스바 미디어)는 중국의 연예 기획사로 2010년 5월 19일에 회사를 설립하였다.

## 스바 미디어

### 소속 연예인

#### 여자 연예인
- 쥐징이
- 리이통
- 다이멍
- 모한
- 콩샤오인
- 첸베이팅
- 우저한
- 쉬자치
- 장위거

### 음악 그룹
- SNH48
- BEJ48
- 7senses
- GNZ48
- SHY48
- CKG48
- IDOLS Ft
- CGT48